# Archibald Garrod
Archibald Edward Garrod (25 de noviembre de 1857, Londres - 28 de marzo de 1936, Cambridge) fue un médico inglés, uno de los pioneros en el campo de los errores congénitos del metabolismo.

## Primeros años y vida personal
Archibald era el cuarto hijo de Sir Alfred Baring Garrod, un médico del King's College Hospital, quien descubrió el metabolismo anormal del ácido úrico asociado con la gota.
Cursó sus estudios en Marlborough y en Christ Church, Universidad de Oxford. Se graduó con un título honorario en ciencias naturales en 1880. Más tarde se especializó como médico en el Hospital Sr. Bartholomew en Londres. Pasó varios meses estudiando un posgrado en la Allgemeines Krankenhaus en Viena entre 1884 y 85. En 1885 obtuvo su BM y MA en Oxford, y pasó a ser miembro del Royal College of Physicians de Londres.
Contrajo matrimonio con Laura Elizabeth Smith en 1886. Tuvieron tres hijos y una hija, Dorothy Garrod.
Durante la Primera Guerra Mundial Garrod trabajó como médico en el ejército, principalmente en Malta. Dos de sus tres hijos fallecieron en la guerra y el tercero murió durante la gran pandemia de lo que se conoció como gripe española en 1919.
Falleció en la casa de su hija en Cambridge después de una breve enfermedad en 1936.

## Carrera profesional
Durante los veinte años siguientes trabajó en varios hospitales de Londres: Marylebone, West London, St. Bartholomew's Hospital, el hospital para niños Great Ormond Street, y en el Alexandra Hospital for Children with Hip Disease.
Garrod era un entusiasta de la investigación científica, por lo que publicó varios panfletos y artículos sobre distintas enfermedades y tópicos a lo largo de su carrera, incluyendo An Introduction to the Use of the Laryngoscope (1886) y A Treatise on Rheumatism and Rheumatoid Arthritis (1890). Ayudó a escribir el Quarterly Journal of Medicine para proveer una base para lograr una investigación mejor sobre el avance de las enfermedades. También colaboró en la edición de un libro pediátrico, Diseases of Children (1913), junto a F.E. Batten y Hugh Thursfield.

### Alcaptonuria y error congénito del metabolismo
Desarrolló un interés creciente en las patologías relacionadas con la química, e investigó la orina como un reflejo del metabolismo del cuerpo y de las enfermedades. Esta investigación, combinada con la nueva comprensión de la herencia mendeliana, terminó en una gran investigación tomando como ejemplo a unas familias con una enfermedad no muy peligrosa (alcaptonuria) y consiguió identificar un número de enfermedades que podían ser adquiridas por herencia por desórdenes del metabolismo.
La alcaptonuria es una enfermedad hereditaria muy poco común causada por un trastorno del metabolismo de la tirosina y la fenilalanina, fácilmente reconocible por el oscurecimiento de la orina, de color ámbar a negro al ser expuesta al aire. A medida que van creciendo, los individuos con esta patología desarrollan artritis caracterizada por la deposición de pigmentos oscuros en los cartílagos y los tejidos conectivos. Garrod estudió los patrones similares en varias familias, analizando el patrón autosómico recesivo hereditario, y postuló que la enfermedad era causada por la mutación en el gen que codifica a una enzima relacionada con el metabolismo de los alcaptanos. Publicó The Incidence of Alkaptonuria: a Study in Chemical Individuality en 1902.
Durante la década siguiente desarrolló una investigación sobre la posible naturaleza de las enfermedades hereditarias del metabolismo. Formuló la hipótesis "un gen, una enzima" y describió la naturaleza de la herencia recesiva de la mayoría de los defectos enzimáticos. En 1908, su trabajo fue presentado ante el Royal College of Physicians, titulado Error congénito del metabolismo y fue publicado al año siguiente. Garrod expandió sus estudios metabólicos para estudiar la cistinuria, la pentosuria y el albinismo. En 1923 publicó sus investigaciones en una edición extendida de su trabajo más famoso, Errores congénitos del metabolismo.

## Honores
A medida que se iba asentando que había revolucionado un nuevo campo de la medicina, Garrod fue condecorado tanto en Inglaterra como en el extranjero. Sucedió a William Osler como el jefe de cátedra de Medicina en Oxford, fue elegido miembro de la Royal Society, fue parte del Medical Research Council, y fue convertido en un miembro honorario de la Asociación Americana de Médicos, y de la Artzlicher Verein en Múnich. Recibió títulos honoríficos de las universidades de Aberdeen, Dublín, Glasgow, Malta, y Padua. En 1935 obtuvo la Gold Medal de la Royal Society of Medicine.

## Publicaciones
- The Nebulae: A Fragment of Astronomical History (Oxford, 1882)
- An Introduction to the Use of the Laryngoscope (1886)
- A Treatise on Rheumatism and Rheumatoid Arthritis (1890)
- A Handbook of Medical Pathology, for the Use of Students in the Museum of St Bartholomew's Hospital (1894), with Sir W.P. Herringham & W.J. Gow
- A Treatise on Cholelithiasis, Bernhard Naunyn, translated by Garrod (Londres, 1896)
- Clinical Diagnosis, Rudolf Von Jaksch, edited by Garrod (Londres, 5.ª ed., 1905)
- Inborn Errors of metabolism (1909), segunda edición 1923
- How to get high (1912)
- Diseases of Children (1913), with F.E. Batten & Hugh Thursfield
- The Inborn Factors of Disease (1931)